# Каза Піа (футбольний клуб)
«Каза Піа» (порт. Casa Pia Atlético Clube) — португальський мультиспортивний клуб, заснований у 1920 році, який базується у Лісабоні. Клуб названий на честь Каза Піа, португальської дитячої благодійної організації, і багато спортсменів пов'язані з цією установою. Стадіон клубу «Естадіо Піна Маніке», названий на честь Піна Маніка, засновника цієї благодійної організації. Клуб «Каза Піа» має секції з 25 видів спорту, зокрема й бейсболу, і в 1923 році бейсбольна команда клубу перемогла сильну команду, складену з представників американської общини в Португалії.
У першому матчі збірної Португалії, в якому португальська збірна 18 грудня 1921 року програла збірній Іспанії з рахунком 1-3 в Мадриді, в складі португальської збірної грали 4 гравці з «Каза Піа», включно з Кандіду ді Олівейра, який був капітаном команди. У сезоні 2009—2010 років «Каза Піа» як чемпіон перейшов із Серії Е Терсейра Дивізао до Центральної групи Другого португальського дивізіону. У 2019 році клуб знову вийшов до другого дивізіону. Після 83-річної перерви команда вийшла до Прімейри в сезоні 2022—2023 років.

## Історія

### Початкові успіхи
Хоча футбольний клуб «Каза Піа» був офіційно заснований 3 липня 1920 року за ініціативою Кандіду ді Олівейра, Рікардо Орнеласа та Давида Феррейри (серед низки інших), історія клубу сягає 1893 року, коли була створена футбольна команда «Реал Каза Піа де Лісбоа», перша команда, яка перемогла так звану «непереможну» команду «Каркавелуш Клуб» у 1898 році в історичному матчі, яким назавжди закріпила популярність футболу в Португалії.
3 жовтня 1920 року, лише через кілька місяців після свого заснування, «Каза Піа» виграв свою першу в історії срібну медаль після перемоги над «Бенфікою» з рахунком 2-1, і виграв бронзову статуетку «Еркулано Сантос». Капітаном команди був Кандіду ді Олівейра, а судив гру Косме Даміан.
У своєму дебютному сезоні «Каса Піа» виграв регіональний чемпіонат Лісабона та Кубок Лісабона, не зазнавши жодної поразки. І до цих титулів «Каса Піа» додав перемогу у протистоянні з чемпіоном Півночі «Порту» у так званому «Taça 27 de Julho». Ця гра стала останньою репетицією старту Чемпіонату Португалії, попередника Кубка Португалії, який розпочав розігруватися наступного року.
Через 17 місяців після заснування клуб «Каза Піа» вже брав участь у трьох турнірах за кордоном: у Парижі, Сан-Себастьяні та Севільї. Клуб «Каза Піа» був першою португальською командою, яка зіграла в Парижі, граючи на стадіоні «Першинг» під час турніру на Різдво 1920 року разом із «Серкль Атлетік де Парі», «Серкль Атлетік де Вітрі», «Кантональ» (зі Швейцарії) та «Еспанья де Барселона», які знаходились на верхніх щаблях у чемпіонатах своїх країн. У стартовій грі «Серкль де Парі» переміг «Каза Піа» з рахунком 2-1, а гол у португальській команді забив Кандіду ді Олівейра. Поїздка до Севільї відбулася 16 жовтня 1921 року з нагоди відкриття «Кампо де Спортс на Авеніда де ла Рейна Вікторія», де команда грала проти клубу «Севілья», який уперше одягнув свою нинішню емблему на грудях, і незважаючи на травму Спенсера, який був змушений залишити поле протягом більшої частини матчу, «Севілья» здобула впевнену перемогу над «Касапіанос» з рахунком 3-0, голи забивали Леон, Кінке та Ескобар.
Найкращим гравцем команди був Кандіду ді Олівейра, один із засновників клубу та капітан, який виріс у Каза Піа з того часу, як потрапив туди у віці 9 років як сирота, і який раніше грав за «Реал Каза Піа де Лісбоа», заснований наприкінці ХІХ століття. Олівейра був головним архітектором піднесення команди до футбольної вершини в Лісабоні у протистоянні з такими командами, як «Бенфіка» та «Спортінг», і значною мірою завдяки його майстерності сила «Каза Піа» продовжувала відчуватися й у наступних сезонах. За перші 4 роки змагань клуб тричі вигравав чемпіонат Лісабону. Репутація клубу зросла, і 13 грудня 1925 року клуб був запрошений зустрітися з «Бенфікою» на урочистому відкритті «Естадіу де Аморейраш», який на той час вважався найкращим стадіоном на Піренейському півострові. «Каза Піа» протистояв «Бенфіці» у 4-х категоріях перед 15 тисячами глядачів, і хоча вони зазнала поразки в «Квартасі» з рахунком 8–1, у «Терсейрасі» з рахунком 11–0, у «Сегундасі»"" з рахунком 4–2, вони перемогли в «Прімейрасі» з рахунком 3–1. Також клуб «Каса Піа» був першою командою на континенті, яка поїхала на Азорські острови, зробивши це безкоштовно після запрошення клубу «Фаял» зіграти там 3 ігри на користь жертв землетрусу 1922 року на цьому архіпелазі.

### Застій
У 1938—1939 роках «Каза Піа» брала участь у перших турнірах чемпіонату Португалії та Кубка Португалії, які й надалі залишаються найважливішими футбольними змаганнями Португалії. Однак участь клубу у національному чемпіонаті в сезоні 1938—1939 років на тривалий час була єдиною, в якій клуб грав у найвищому дивізіоні. Стадіон і база клубу, «Кампо-ду-Рештелу», був експропрійований у 1939–40 роках Новою Державою для виставки «Португальського світу». Клуб не мав власного поля до 29 серпня 1954 року, коли в Бенфіці було урочисто відкрито стадіон «Естадіо Піна Маніке», а до цього клуб тинявся з одного поля на інше, незважаючи на те, що він досягнув визначного рекорду в національних чемпіонатах.

## Підрозділи клубу

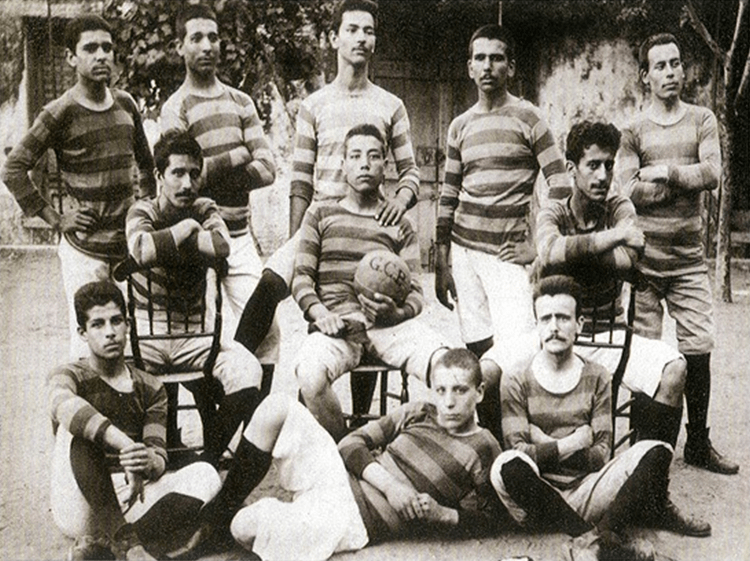
Команда «Каза Піа» у 1898 році

- Футбол
- Футзал
- Гандбол
- Карате
- Гімнастика
- Важка атлетика
- Хокей
- Настільний теніс
- Боротьба
- Рибальський спорт